# Jan Frans Verbruggen
Jan Frans Verbruggen (Tisselt (Willebroek), 13 november 1920 - Koekelberg, 29 december 2013) was een Belgisch mediëvist, gespecialiseerd in krijgsgeschiedenis.
Na te hebben gestudeerd aan de Koninklijke Militaire School te Brussel (1939/1940), trok hij naar de Universiteit Gent om er geschiedenis te studeren. In 1944 studeerde hij af met de licentiaatsverhandeling Het leger van den graaf van Vlaanderen vanaf het ontstaan tot 1214 en behaalde hij ook het diploma Geaggregeerde Hoger Secundair Onderwijs. Het jaar voordien (1943) was hij ook via de Centrale Examencommissie kandidaat in de rechten geworden. Na de heropening ervan, keerde hij terug naar de Militair School om zijn volgende militaire diploma te behalen (1946/1947). In 1951 promoveerde hij met François Louis Ganshof als promotor tot doctor in de geschiedenis met de verhandeling De krijgskunst in Vlaanderen: einde IXe – begin XVe eeuw. Bijdrage tot de geschiedenis van de krijgskunst in West-Europa, hetwelk in 1954 werd uitgegeven. Hij was van 1947 tot oktober 1956 officier in het Belgisch Leger en in die hoedanigheid was hij ook verbonden aan de Koninklijke Militaire School om eerst als stagiair-repetitor, repetitor en ten slotte als docent krijgsgeschiedenis te onderwijzen.
Hij vertrok naar Belgisch-Congo en werd in Elisabethstad (het huidige Lubumbashi) gewoon hoogleraar aan de Officiële Universiteit van Belgisch-Congo en Ruanda-Urundi (de latere Université officielle du Congo) en was er ook enige tijd decaan van de faculteit Letteren en Wijsbegeerte. Op 1 oktober 1967 werd hij gewoon hoogleraar aan de Officiële Universiteit van Bujumbura (de latere Université officielle du Burundi), waar hij ook enige tijd decaan van de faculteit Letteren en Wijsbegeerte was.
Hoewel hij op 3 november 1975 officieel op emeritaat ging, was hij van 1974 tot 1976 nog als hoogleraar verbonden aan het Institut supérieur des Cadres militaires in Bujumbura.
Hij keerde dan terug naar België, waar hij in Vilvoorde ging wonen. Hij werkte tot 1978 als wetenschappelijk medewerker mee aan de BRT-programma’s van Maurice De Wilde.
Van zijn werken over de middeleeuwse krijgsgeschiedenis werden er ook een aantal in het Engels vertaald. Sinds 2002 wordt er ook jaarlijks een J. F. Verbruggen Book Prize voor het beste boek over krijgsgeschiedenis uitgereikt.

## Beknopte bibliografie
- De slag der Guldensporen. Bijdrage tot de geschiedenis van Vlaanderens vrijheidsoorlog, 1297-1305, Antwerpen, 1952.
  - The Battle of the Golden Spurs (Courtrai, 11 July 1302). A Contribution to the History of Flanders' War of Liberation, 1297-1305 (2002).
- De Krijgskunst in West-Europa in de Middeleeuwen (IXe tot begin XIVe eeuw), Brussel, 1954. (Recensie van dit werk, in Revue belge de philologie et d'histoire 33 (1955), pp. 954-958.)
  - tradd. S. Willard - R.W. Southern, The Art of Warfare in Western Europe During the Middle Ages: From the Eighth Century to 1340, Woodbridge, 19972.
- Kritische beschouwingen betreffende het Belgisch leger in mei 1940, in Akten van het colloquium over de Belgische Krijgsgeschiedenis (1830-1980), Brussel, 26-28 maart 1980, Brussel, 1981, pp. 303–324. (Recensie van het verzamelwerk, in Revue belge de philologie et d'histoire 63 (1985), pp. 443-445 (in het bijzonder p. 444).)
- - R. Falter, 1302. Opstand in Vlaanderen, Tielt, 2001. (hij ontving hier samen met zijn co-auteur Rolf Falter de Dr. Ferdinand Snellaertprijs voor)